# Natal'ja Kučinskaja
Natal'ja Aleksandrovna Kučinskaja (in russo Наталья Александровна Кучинская?; Leningrado, 8 marzo 1949) è un'ex ginnasta sovietica, dal 1991 russa.

## Palmarès

### Olimpiadi
- 4 medaglie:
  - 2 ori (Città del Messico 1968 nella trave; Città del Messico 1968 nel concorso a squadre)
  - 2 bronzi (Città del Messico 1968 nel corpo libero; Città del Messico 1968 nell'all-around)

### Mondiali
- 6 medaglie:
  - 3 ori (Dortmund 1966 nelle parallele asimmetriche; Dortmund 1966 nel corpo libero; Dortmund 1966 nella trave)
  - 2 argenti (Dortmund 1966 nell'all-around; Dortmund 1966 nel concorso a squadre)
  - 1 bronzo (Dortmund 1966 nel volteggio)

### Europei
- 2 medaglie:
  - 2 argenti (Amsterdam 1967 nel corpo libero; Amsterdam 1967 nella trave)

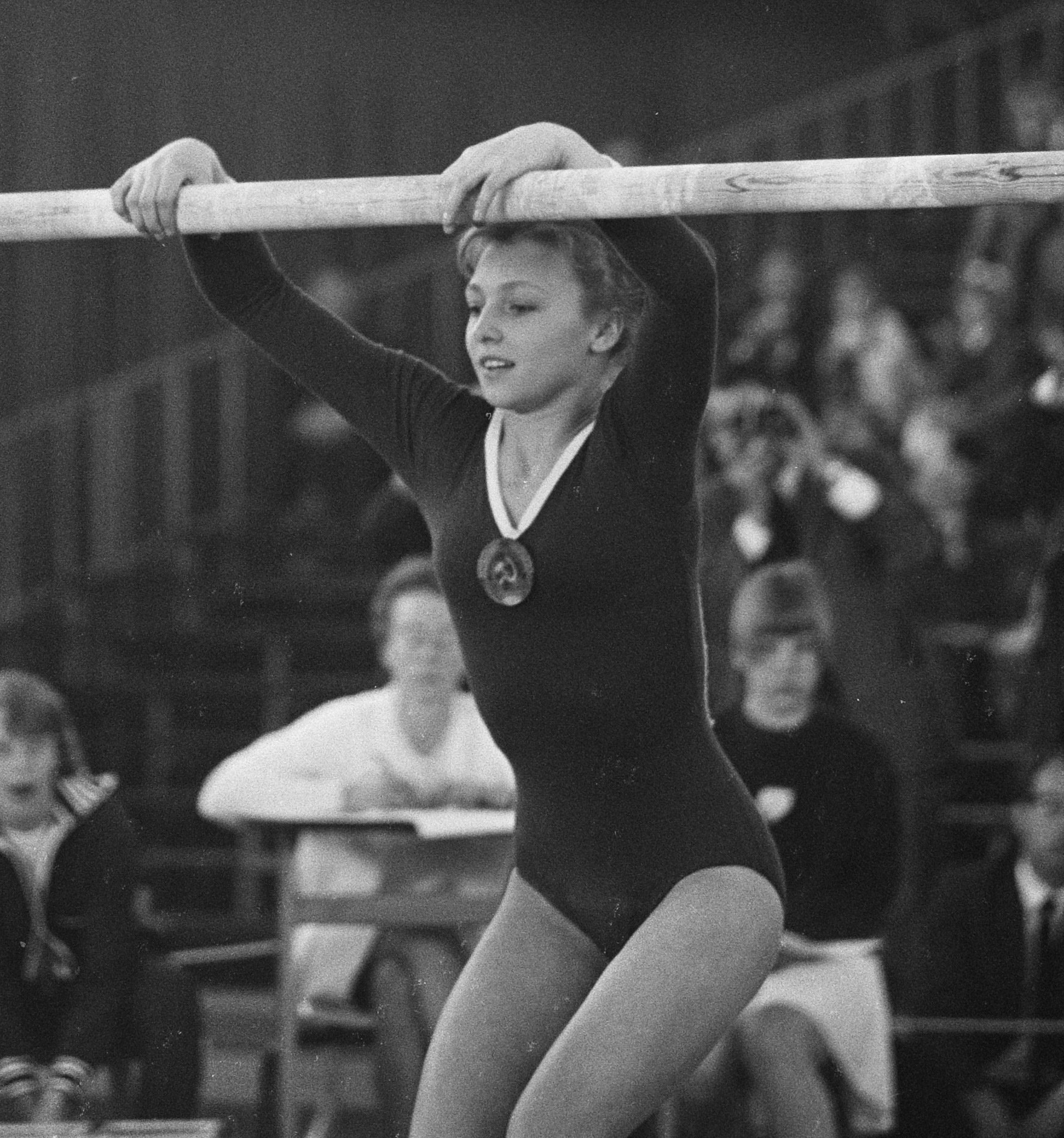
Natalia Kuchinskaya nel 1967

## Carriera
Kuchinskaya è nata l'8 marzo 1949 a Leningrado ed è stata selezionata per un corso di ginnastica mentre era ancora all'asilo. Inizialmente aspirava a diventare una ballerina,ma fu convinta a studiare ginnastica dai suoi genitori, entrambi coinvolti in questo sport. Si è allenata con Vladimir Reyson e poi con l'allenatore della nazionale Larisa Latynina, che si diceva considerasse Kuchinskaya una delle sue ginnaste preferite. 
Nel 1965, all'età di 16 anni, Kuchinskaya era la campionessa nazionale dell'URSS. Ai Mondiali del 1966, dopo aver vinto il suo secondo titolo nazionale, la Coppa dell'URSS e il World Trials, si è affermata come una delle stelle della squadra sovietica, vincendo medaglie d'oro in tre delle quattro finali dell'evento (trave, parallele asimmetriche e corpo libero), un bronzo in volta, e argenti negli eventi All-around e di squadra. Kuchinskaya ha continuato la sua serie di vittorie nel 1967, quando ha vinto il test event pre-olimpico a Città del Messico e ha spazzato via i Nazionali dell'URSS, conquistando il titolo all-around e ogni singola medaglia d'oro finale dell'evento. 

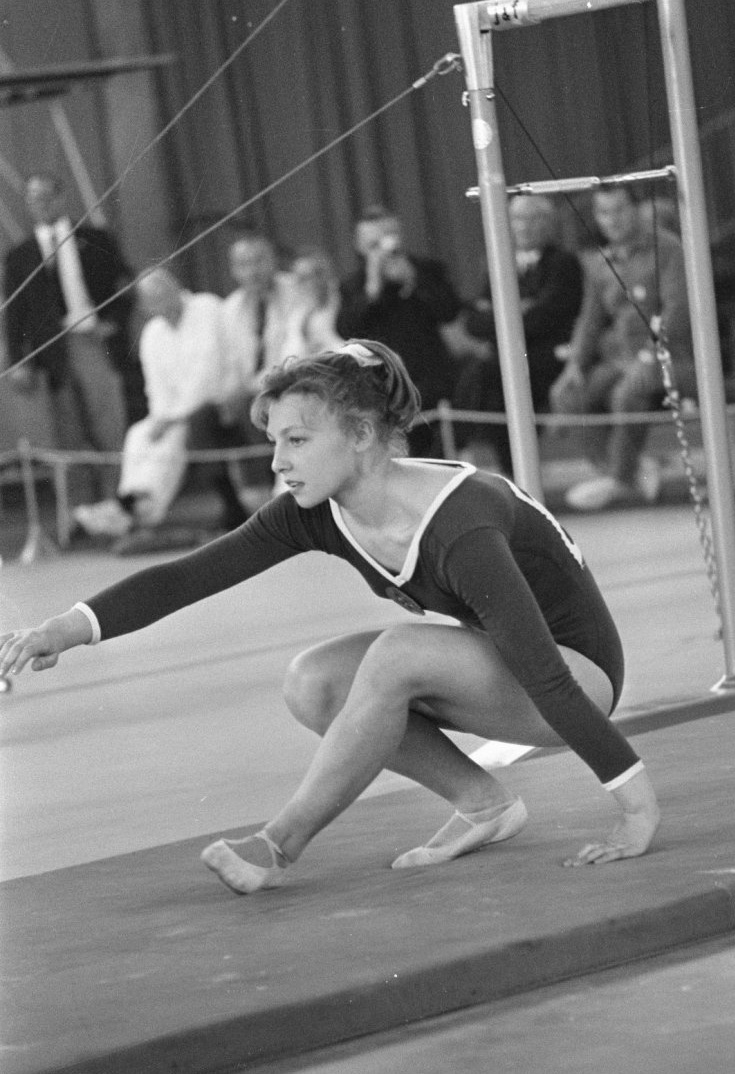
Kuchinskaya sempre nel 1967

Alle Olimpiadi del 1968, Kuchinskaya era probabilmente il membro più popolare della squadra sovietica. Si è piazzata terza nella classifica generale, dietro a Věra Čáslavská e alla sua compagna di squadra Zinaida Voronina; ha anche condiviso la medaglia d'oro a squadre e ha vinto il titolo alla trave e un bronzo al corpo libero. È stata serenata con una canzone popolare, "Natalie", durante il suo soggiorno a Città del Messico.
Le Olimpiadi sono state l'ultima competizione di Kuchinskaya. All'epoca, la sua improvvisa partenza dalla ginnastica fu attribuita a una malattia della tiroide; in un'intervista alla fine degli anni '90 Kuchinskaya ha anche rivelato di aver perso la motivazione per lo sport.